# Дезамидирование
Дезамидирование — химическая реакция, в которой амидная функциональная группа удаляется из органического соединения. В биохимии реакция играет важную роль в деградации белков, так как повреждает амидосодержащие боковые цепи аминокислот аспарагина и глутамина.
Дезамидирование остатка аспарагина происходит в белке при физиологических условиях следующим образом. Боковая цепь аспарагина атакуется азотом следующего аминокислотного остатка, в результате чего образуется промежуточное соединение — асимметрично встроенный в полипептидную цепь сукцинимид. Из-за асимметрии последний может гидролизоваться либо в остаток аспартата, либо в остаток бета-аминокислоты изоаспартата. Этот процесс считается дезамидированием, поскольку амид в боковой цепи аспарагина заменяется карбоксильной группой. В то же время подобная реакция может происходить с участием боковой цепи не только аспарагина, но и аспартата, приводя к его превращению в изоаспартат.
Дезамидирование происходит значительно быстрее, если следующий аминокислотный остаток имеет небольшую или гибкую боковую цепь. Примером является глицин, у которого стерическое препятствие атаке пептидной группы минимально. Дезамидированию способствуют высокие значения рН (> 10) и температуры.
Предположительно, дезамидирование является одним из факторов, ограничивающих срок функциональности молекул белка.